# FCグリスタン
FCグリスタン (英語: Football Club Guliston、ウズベク語: FC Guliston / ФК Гулистон) はウズベキスタン・シルダリヤ州のグリスタンを本拠地とするプロサッカークラブである。キリル文字表記に従ってFKグリスタンと表記されることもある。

## 歴史
FCグリスタンは1部のウズベク・リーグで1993, 1994, 2000, 2003と4シーズン戦っている。1992年、2部で優勝し初めてウズベク・リーグに参加した。1994年まではクラブ名をシフォコール・グリスタン (Shifokor Guliston) としていた。
2003年以降は2部リーグで戦っていたが、2011年に2位に入り1部昇格の権利を得て、12月19日にアレクサンドル・モチノフ (Alexandr Mochinov) がクラブの新監督に内定する。しかし、クラブの財政上の問題により昇格は取り消され、代わりに1部13位のキジルクム・ザラフシャンが残留することとなった。
2012年の2部リーグでも2位に入り、再び昇格の権利を得た。

## 成績
- ウズベク・リーグ2部 優勝: 2
  - 1992, 2002
- ウズベク・リーグ2部 2位: 2
  - 2011, 2012

## 歴代監督
| 氏名              | 国籍               | 期間  |
| ----------------- | ------------------ | ----- |
| Murad Atadjanov   | ウズベキスタンの旗 |       |
| Alexandr Lushin   | ウズベキスタンの旗 | 2011  |
| Alexandr Mochinov | ウズベキスタンの旗 | 2011  |
| Zokhid Nurmatov   | ウズベキスタンの旗 | 2012- |

## 所属選手
- アリシェル・トゥイチェフ 2000-2006, 2008